# Жерве, Андрей Андреевич
Андрей Андреевич (Генрих Генрихович) Жерве (1773—1832) — русский дипломат и государственный деятель, служивший последовательно в Министерстве иностранных дел и Министерстве финансов Российской империи.

## Биография
Родился 23 ноября (4 декабря) 1773 года в семье архитектора Генриха (Андрея) Жерве.
Получая домашнее воспитание, в двенадцать лет был зачислен сержантом в лейб-гвардии Преображенский полк. Начав действительную службу, в декабре 1791 года был переведён в лейб-гвардии Конный полк, а 1 января 1792 года пожалован армии капитаном, с определением в Санкт-Петербургский гренадерский полк, из которого в мае того же года был переведён в Ревельский пехотный полк.
Во время Русско-польской войны, при вступлении Русской императорской армии в Польшу (1792 год), А. Жерве находился в отряде князя В. В. Долгорукова, 14 мая участвовал в сражении при Опсе и был отправлен князем Долгоруковым с известием о победе к главнокомандующему М. Н. Кречетникову, причём, свидетельствуя о выдающейся храбрости капитана Жерве, князь просил о награждении его следующим чином.
21 декабря 1794 года он был переведён в Великолуцкий пехотный полк, в следующем году пожалован «кригс-цалмейстером премьер-майорского ранга», а затем назначен генеральс-адъютантом в штабе князя П. А. Зубова. Вскоре он был переведён в Харьковский легкоконный полк, затем 20 ноября 1797 года переименован в коллежские асессоры и переведён в Коллегию иностранных дел. Здесь он довольно быстро выделился на служебном поприще и в 1800 году был награждён орденом святого Иоанна Иерусалимского.
В 1801 году был заключён мирный договор между Россией и Францией. А. А. Жерве было поручено составить проект этого документа, с которым в августе 1801 года он был командирован в Париж к русскому послу графу А. И. Маркову; 29 сентября посол представил Жерве Талейрану, как лицо, составлявшее и привезшее из Санкт-Петербурга трактат, который и был принят без существенных возражений.
В 1802 году, в чине коллежского советника, Жерве был назначен генеральным консулом в Молдавию, откуда в 1804 году возвратился в столицу и занял место экспедитора в канцелярии министра иностранных дел. В кампании 1805 года А. А. Жерве находился за границей в Императорской Главной квартире действующей армии, а по возвращении в Петербург принимал участие в переговорах о возобновлении союзного трактата с Турцией.
Во время войны четвёртой коалиции 1806—1807 гг. он был командирован в Бартенштейн, где в то время находился император Александр I. Наградами за успешное исполнение возлагавшихся на него поручений были ордена Святой Анны 2-й степени и Святого Владимира 3-й степени.
Служба А. А. Жерве продолжалась в министерстве иностранных дел; 1 января 1811 года он был произведён в действительные статские советники. Одной из его главных обязанностей была разбирать шифрованные депеши, получавшиеся русским правительством из различных государств; именно это обстоятельство в 1812 году существенно повлияло на его судьбу.
Андрей Андреевич Жерве был близок с М. М. Сперанским и М. Л. Магницким, которые, были арестованы в марте 1812 года и сосланы: первый — в Нижний Новгород, второй — в Вологду. Пострадал также и Христиан Андреевич Бек, служивший в министерстве иностранных дел: он был арестован и заключен в Петропавловскую крепость за то, что доставлял Сперанскому расшифрованные секретные бумаги, найденные в кабинете последнего. Это побудило Жерве обратиться к Государю с письмом, в котором считал «своим самым священным долгом разъяснить мнение» Александра I по сему предмету. Письмо на французском языке было передано bмператору графом Карлом Васильевичем Нессельроде 26 марта. Оно сохранилось в бумагах Жерве и было напечатано в октябрьском выпуске «Русской старины» за 1897 год — с исправлениями, сделанными по приказанию Александра I, как это отметил сам Жерве. Последний писал:
Я один и единственно я доставлял эти бумаги господину Сперанскому, который в действительности знал, что я их получаю от Бека, но сей последний находился в полнейшем неведении об этом употреблении бумагами мною делаемом <…> льщу себя надеждою, что ваше величество сочтет справедливым освободить ныне г-на Бека от всякой ответственности в этом отношении. Я только повинуюсь законам чести, делая подобное признание вашему императорскому величеству (и безропотно подчиняюсь наказанию, которое по мнению вашего величества заслуживаю) <…> Если я ошибся, зайдя слишком далеко в моем доверии к Сперанскому, то очевидно являюсь виновным и подчиняюсь безропотно наказанию, которому ваше величество признаете нужным меня подвергнуть.
И хотя реакция императора на письмо была следующая:“je vois bien qu' il n' y a dans tout cela rein de criminel, je laisserai tomber cette affaire et ferai sortir Beck (я хорошо вижу, что во всем этом нет ничего преступного и я прикажу прекратить это дело и освободить Бека)», в тот же вечер министр полиции был у Жерве, чтобы опечатать все его бумаги, в том числе относящиеся к его служебной деятельности. Преемником Жерве был назначен князь Козловский, а 3 апреля Жерве был приглашён в тайный комитет к графу Н. И. Салтыкову и, по выражению его дневника, допрошен самым строжайшим образом.
К 6 июля, Бек, за которого в своем всеподданнейшем письме ходатайствовал Жерве, был освобождён из заключения, сам же он хотя и остался служить в министерстве иностранных дел и продолжал пользоваться большим расположением графа Нессельроде, как будто несколько приостановился в своих служебных успехах. Вероятно это и побудило его перейти в министерство финансов, где тогдашний министр Гурьев предложил ему должность начальника Радзивилловского таможенного округа, в котором в то время были обнаружены страшные беспорядки и злоупотребления. Однако не приняв ещё этой должности, Жерве получил предложение Гурьева отправиться в действующую армию, куда он и отбыл 20 ноября 1813 года, прибыв во Франкфурт на Майне (13/25 января 1814 г.) незадолго до приезда туда императрицы Елизаветы Алексеевны, которой и был здесь представлен. Затем, по предложению Нессельроде, он поспешно выехал в Амстердам для участия в переговорах с голландскими и немецкими банкирами относительно платежей по содержанию русских войск за границей. Он прибыл в голландскую столицу 3 февраля 1814 года и тотчас приступил к переговорам с банкиром «Гоппе и К°».
По прибытии Государя в Амстердам, Жерве решился переговорить с князем П. М. Волконским о своем положении, результатом чего было приказ Императора явиться утром 21 июня (3 июля). Этот знаменательный в жизни Жерве прием так записан в его дневнике:
«Минуты через две-три я был позван в кабинет его величества и встречен милостивым, но серьезным тоном. Император стал говорить о бумагах, подавших повод к моей аудиенции. Государь просмотрел их все с большим вниманием и сказал, что не хочет и не может ничего решать в настоящую минуту, не переговорив с бароном Штейном и Нессельроде, и приказал мне сегодня же ехать в Бруксаль, где оба назначенные лица будут находиться и там ждать дальнейших его приказаний…». "Когда я намеревался откланяться, Государь сказал мне серьезным и почти торжественным тоном (по-французски): «Чтобы доказать вам, что я совершенно забыл прошлое, я вновь назначил вас на службу и льщу себя надеждою, что вы мне будете служить с тем же рвением, как и всегда. Всякий другой на моем месте и при тех же обстоятельствах, при которых я находился, поступил бы таким же образом. Конечно, было, без сомнения, некоторое злоупотребление доверием, но если бы я не был принужден спешить, это могло бы устроится иным образом. Я часто сожалел, что должен был лишиться содействия его дарований и просвещенных сведений, но…». «После этого, — пишет Жерве, — настала продолжительная минута молчания, в продолжение которой я счел необходимым поблагодарить Государя за выраженную мне монаршую милость. Я готов был продолжать разговор об этом же предмете, но Император, кивнув головой, дал мне понять, что аудиенция кончилась. Я откланялся и вышел.
В ту же ночь Жерве выехал в Бруксаль, куда затем приехал и Государь. Здесь он снова представлялся Императрице и в тот же день (30 июня) удостоился приглашения на обед, причем Государь сказал ему несколько милостивых и благосклонных слов, чем подтвердил, что действительно совершенно забыл прошлое. В Амстердаме Жерве до конца ноября был занят выполнением возложенного на него ответственного поручения; получив разрешение, он выехал в Россию, куда, после делового объяснения с банкирами в Берлине, прибыл в начале января 1815 года и представил свой отчет с приложениями о денежных операциях, произведенных в Высочайше вверенной его управлению заграничной комиссии. Министр финансов Д. А. Гурьев принял его очень радушно, а по рассмотрении отчета, написал ему особое письмо, в котором свидетельствовал об отличных познаниях и неутомимой попечительности Жерве в исполнении возложенного на него поручения и обещал при первом удобном случае представить отчет на благоусмотрение Государя.
В начале апреля того же года он был снова послан с бумагами за границу, на этот раз в Вену, где в то время находился император. Прибыв в австрийскую столицу в конце апреля, Жерве не мог сразу представить привезенные им дела государю, который был очень занят Венским конгрессом и приказал Жерве следовать за главной квартирой в Гейдельберг. Ещё до отъезда туда А. А. Жерве совершенно неожиданно для себя получил прусский орден Красного Орла 2-й степени при письме Гарденберга (от 29 мая 1815 года), который начинал это письмо такими словами:
Его величеству королю, моему государю, вполне известно рвение и усердие, проявленные вами в продолжение двух последних военных кампаний, к ограждению правого дела и достижению успеха союзными войсками. Служа вашему государю и вашей стране, вы способствовали упрочению дружбы и доброго согласия, царствующих между нашими двумя правительствами …
.
Прибыв с главной квартирой во Франкфурт, Жерве получил здесь поручение от монарха, состоявшее в том, чтобы вместе с графом Нессельроде рассмотреть финансовые предложения, сделанные неким Георгом Шварцем, которого Государь обнадежил и дал ему из своих средств около двухсот тысяч гульденов. Когда произошло окончательное поражение Наполеона в сражении при Ватерлоо, А. А. Жерве был экстренно вызван графом Нессельроде из Франкфурта в Париж, куда он прибыл 14 (26) июля, начал заниматься у графа и принял участие в обсуждении порядка уплаты Францией наложенной на неё контрибуции. Он заведовал также денежными суммами российского правительства, отпущенными на содержание русской армии, и неоднократно получал именные указы за подписью Императора. Он же производил платежи за предметы, приобретенные Александром I в Мальмезоне, имении Жозефины, первой супруги Наполеона. В том же году Жерве заболел, что вынудило его уехать лечиться на воды в Спа. В начале октября следующего года он возвратился в Петербург, где был пожалован арендою на 12 лет в Перновском и Эзельском уездах Лифляндской губернии (мызы Лайксар и Менует).
24 августа 1817 года А. А. Жерве был назначен в комиссию погашения государственных долгов, но сильно расстроившееся здоровье вынудило его вскоре оставить Санкт-Петербург надолго. Весною 1819 года он получил отпуск за границу до излечения болезни, с сохранением содержания, и уехал сначала в Гамбург, а затем, после лечения на минеральных водах, в Париж, где большею частью и проживал в последующие годы. Здесь он поддерживал знакомство со многими выдающимися людьми того времени и, между прочим, часто встречался и беседовал с известным политико-экономом Жеромом Бланки. Результатом этих бесед и прочитанных специальных сочинений явилась составленная Жерве записка о русских бумажных деньгах.
За границей он пробыл до начала 1828 года, когда, возвратившись в Петербург и поступив снова в комиссию погашения долгов, представил свою записку новому министру финансов графу Е. Ф. Канкрину. Хотя основною целью записки Андрея Андреевича Жерве было поднятие наших бумажных денег, его проект не получил никакого движения несмотря на настойчивость, с которой он старался его проводить до конца своей жизни. Это вполне объяснимо: Сперанский высказался Жерве совершенно откровенно, что Канкрин слишком высокого мнения о своих финансовых познаниях и не допустит вмешательства кого-либо в сферу его деятельности. Не получая долго ответа от графа Канкрина, Жерве 25 марта 1830 года напомнил ему о своем проекте запиской, на которую граф 3 мая прислал ответ в довольно общих выражениях, «присовокупив», что подобное предложение «было уже предметом особого рассмотрения правительства, но оставлено без последствий». Неутомимый Жерве за несколько дней перед тем представил графу Нессельроде копию своего проекта при двух пространных записках, в которых просил ходатайства о рассмотрении его проекта сведущими и беспристрастными лицами. Вице-канцлер через неделю ответил очень любезным письмом, которым извещал А. А. Жерве, что несмотря на множество дел, накопившихся у него пред отъездом, он прочёл все доставленные ему бумаги, касающиеся вопроса, который всегда казался ему чрезвычайно важным и интересным, но остается совершенно противоположного мнения об этом предмете, хотя и готов по возвращении своем возобновить их взаимные рассуждения и развить все свои соображения, насколько этого пожелает Жерве.
Новые просьбы последнего к графу Канкрину и Нессельроде, Мордвинову, князю Кочубею и даже советы со Сперанским по поводу комиссии для рассмотрения его проекта остались не удовлетворёнными. Между тем здоровье его постепенно ухудшалось, он постоянно лечился и не особенно был занят службой, так как Высочайшим указом 30 января 1831 года был причислен к Герольдии с получением полного оклада жалованья.
Умер 2 (14) ноября 1832 года и был погребён в Петербурге на Смоленском французском реформатском кладбище.
И перед смертью не забыл он своего проекта. «Приближаясь к торжественной минуте, когда прекратятся все мечтания сего суетного мира», он написал Н. М. Лонгинову письмо, которым просил его представить после смерти письмо Императору. В этом всеподданнейшем письме Жерве в последний раз просил поручить рассмотрение его проекта какому-либо лицу по усмотрению Государя, «только не графу Канкрину». Было ли это письмо представлено по назначению и имело ли оно какие-нибудь последствия не известно.
А. А. Жерве был женат на дочери банкира Софье Карловне Ямбургер. От этого брака, сблизившего его с M. M. Сперанским, он имел двух дочерей и несколько сыновей, из которых Александр и Николай служили в кавалергардах. После Жерве остался дневник и довольно большое количество документов, которые имеют не только семейный, но и общественный и исторический интерес.

## Награды
- Орден Святого Иоанна Иерусалимского почётный кавалерский крест (9 мая 1800)[1]
- Орден Святой Анны 2-й степени (13 марта 1806)[2]
- Орден Святого Владимира 3-й степени (21 апреля 1807)[2]
- Орден Святой Анны 1-й степени (6 сентября 1815)[3]
- Орден Красного орла 2-й степени (1815)

## Семья
Был женат на Софье Карловне Ямбургер. Их дети:
- Александр (28.08.1804—07.03.1881)
- Николай (10.09.1807—?)
- Елизавета (05.12.1802—04.02.1885), замужем за А. И. Лизогубом.